# ポケットラブ
『ポケットラブ』は、1997年7月18日に日本のKIDから発売されたゲームボーイ用恋愛シミュレーションゲーム。
主人公の男子高校生を操作し、7人の女生徒からクリスマスに愛の告白を受ける事を目的としている。ゲームボーイ初の恋愛シミュレーションとしてリリースされた作品であり、発売はコナミの『ときめきメモリアルポケット』（1999年）よりも先行している。同日に劇中キャラクターの台詞を収録したCD同梱版が発売されている。
開発はKIDが行い、企画・原案はタイトーのNES用ソフト『Kick Master』（1992年）を手掛けた市川久祥、イベント・シナリオおよびキャラクター・デザインはシンガーソングライターのさっぽろももこ、音楽はナグザットのファミリーコンピュータ用ソフト『サマーカーニバル'92 烈火』（1992年）を手掛けた塩田信之が担当している。

## ゲーム内容

### システム
基本システムとしては、コナミのPCエンジンSUPER CD-ROM2用ソフト『ときめきメモリアル』（1994年）とほぼ同等である。
プレイヤーは『恋が原高校』の2年生として4月14日からゲームを開始、同年度の12月25日（クリスマス）にヒロインから告白を受けることを目的とする。週の初めに、その週（月曜日〜土曜日まで）の行動を「かなりがんばる」「がんばる」の要素で決定し、ゲームを進めていく。途中日曜日などの休日があった場合は、午前の行動と午後の行動を分けて決定する。これを12月25日まで繰り返し、主人公の各パラメータを上げていくのと同時にヒロインとの友好度および愛情度を深めていく。
ゲーム開始時には主人公のキャラクターメイキングがある。この時に設定する誕生日や血液型には重要な意味合いがあり、この組み合わせで主人公の初期パラメータと性格が決定される。
各ヒロインとはプレイ中に自動的に出会っていく。またヒロインの詳しい情報も出会ったと同時に記録、蓄積されるので、プレイヤーが何らかの行動を起こすといった必要はない。
本作には所持金の概念があり、ショッピングセンターに出かけることで色々な物を購入することができる。購入した物によってはヒロインへのプレゼントにすることができたり、自分で使うこともできる。所持金は平日の行動により徐々に増えていくが、アルバイトを行うことで劇的に増加する。ただしアルバイトとクラブ活動は同時にできない。
通常版の他に、ゲーム中で登場する各キャラクターのセリフに声優が声を当てたものが収録されているCDが付属したバージョンも発売されており、ゲームの進行に合わせてシンクロ再生することが可能となっていた。また本作の予約特典として、設定資料や攻略のヒントなどが掲載されたミニガイドブックが存在する。

### コマンド
週の初めと日曜などの休日時にプレイヤーが決定する行動（コマンド）は、以下のものがある。

#### パラメータに影響を与えるコマンド
以下に示しているパラメータ以外についても影響を与える場合がある。
- 勉強 - 主に学力を上昇させる。
- 身だしなみ - 主に格好を上昇させる。
- クラブ - クラブ活動を行う。選択したクラブによって影響を与えるパラメータは変わる。水曜、土曜、休日でのみ選択可。アルバイトとは同時にできない。
- カラオケ - 主に体力、格好、センスを上昇させる。
- ゲーム - 主に体力、器用さ、センスを上昇させる。
- アルバイト - 所持金を増やす。水曜、土曜、休日でのみ選択可。クラブとは同時にできない。
- リラックス - 健康を回復させる。リラックスコマンドは一部パラメーターを下げてしまうが、リラックスを行わず健康を消耗し続けると体調を崩し一定期間、リラックスコマンドしか使用できなくなるため適度に使用する必要がある。

#### その他コマンド
- 出かける - 色々な場所に出かけることができる。休日のみ選択可。
- 連絡 - ヒロインをデートに誘ったり、プレゼントすることができる。休日のみ選択可。
- 交遊 - 各ヒロインとの関係を表示。
- 情報 - 情報誌の閲覧、所持品の確認、各ヒロインの情報を表示する。
- 予定 - 予定入りのカレンダーを表示。

この他にシステムコマンドとして、保存（ゲームデータのセーブ）、オプション、終了が用意されている。

## 登場人物
特別な言及無き限り、1作目である本作の設定に準じて解説する。

### ヒロイン
（声は付属CDのもの）
佐伯 るるな（さえき るるな）
声 : 國府田マリ子
6月14日生まれ、血液型はA型。主人公と同クラスであり、主人公の幼馴染。容姿端麗で男子から絶大な支持を受けている。手芸部に在籍しており、編物が趣味。他にショッピングも趣味としている。学力はあまり良い方ではないようで、先生の質問に答えられなかったり、文化祭の出し物でセリフを忘れてしまうなどの面もある。彼女の攻略は非常に難易度が高く、彼女から告白を受ける真のハッピーエンドを見るのは至難の業。続編の2、ifにも登場。
高尾 水樹（たかお みずき）
声 : 岩男潤子
10月10日生まれ、血液型はO型。主人公と同クラス。スポーツ全般を得意とするボーイッシュな少女。陸上部に在籍。スポーツの他に天体観測が趣味。男子との会話にあまり慣れていないため、親密でない頃は素っ気ない態度を取られる。続編の2、ifにも登場。
松田 由美（まつだ ゆみ）
声 : 宮村優子
8月12日生まれ、血液型はB型。主人公の先輩で3年生。部活動はしておらず、ハンバーガーショップでアルバイトをしている。先輩という位置付けからか、面倒見がいいお姉さんタイプという設定となっている。散歩やお喋りが趣味。なお、悪友の前野四郎の呼び出しで海に出かけた時に前野の兄の恋人という名目で登場する。続編の2、ifにも登場。
森薗 美里以（もりぞの みりぃ）
声 : 井上喜久子
9月21日生まれ、血液型はA型。転校生で、主人公と同クラスとなる。眼鏡を掛けている。がり勉タイプで学力が高く、試験では常にトップクラスに位置する。一卵性双生児で、森薗麻里以という妹がおり、眼鏡を外して縛った髪を解くと妹そっくりの容姿になる。趣味は囲碁で囲碁部に在籍。基本的に真面目な性格だが、テレビゲーム好きでかなりの腕を誇るといった面もある。続編の2にも登場。
森薗 麻里以（もりぞの まりぃ）
声 : 井上喜久子
9月21日生まれ、血液型はA型。森薗美里以は双子の姉で、同時に転校してくるが、彼女と出会うのは当分先となる。姉とは性格が正反対で常に遊び歩いている不真面目な少女。当然、勉強嫌い。趣味はカラオケ。ファッション雑誌へのチェックに抜かりないようで、本屋で主人公と出くわすこともある。姉と同様テレビゲームも好き。続編の2にも登場。
愛川 涼音（あいかわ すずね）
声 : 氷上恭子
11月30日生まれ、血液型はB型。主人公の後輩で1年生。空想が趣味の夢見る少女。内気な性格で人見知りが激しい。それゆえ話し相手はペットのカメ。また身体が弱く、体育の授業が嫌い。続編の2にも登場。
篠沢 ももよ（しのざわ ももよ）
声 : 横山智佐
7月19日生まれ、血液型はAB型。明るい性格で話好きなので友人が多く、森薗姉妹とも交流がある。反面、他のキャラクターと一線を画した風変わりな性格を持っている。コンピューターやテレビゲームをこよなく愛し、牛乳が好物。モデルは当時の篠原ともえであり、独特な喋り方も当時の本人由来のもの。続編の2、ifにも登場。

### その他
前野 四郎（まえの しろう）
主人公の悪友。佐伯るるなに好意を寄せているようで、ゲームの進め方によっては主人公と対立することがある。
原 拓也（はら たくや）
ストーリー進行上その名前が判明するが、実際に登場するキャラクターではない。

## 音楽
同梱されたCDに収録されている主題歌。
テーマ曲「逢えると思ってた～ポケットラブ～」
- 作詞：秋元康／作・編曲：辻陽／歌：岩男潤子、宮村優子、氷上恭子

## スタッフ
- 企画、原案：市川久祥、ほそだたかあき
- ゲーム・デザイン：ほそだたかあき、じー♥えむ♥しー♥にゃ～23、さとうひでゆき
- イベント・シナリオ：さっぽろももこ
- プログラム：しみずけんじ
- マクロ・プログラム：小宮和孝
- キャラクター・デザイン：さっぽろももこ、じぇねらるわたなべたかひろ
- グラフィック：川井正雄、なかじまかずえ
- サウンド：塩田信之
- ディレクター：なかむらまさき
- 宣伝：たかはしとおる、矢田清美

## 評価
ゲーム誌『ファミ通』の「クロスレビュー」では合計20点（満40点）、『ファミリーコンピュータMagazine』の読者投票による「ゲーム通信簿」での評価は以下の通り、20.1点（満30点）となっている。
| 項目 | キャラクタ | 音楽 | お買得度 | 操作性 | 熱中度 | オリジナリティ | 総合 |
| 得点 | 3.5        | 3.4  | 2.9      | 3.5    | 3.5    | 3.3            | 20.4 |

## 続編
- ポケットラブ2 - 本作品の設定に加え、ヒロインや主人公も同じという異例の作品となっている。
- ポケットラブ 〜if〜 - ネオジオポケットカラー用に1999年10月21日発売。『ポケットラブ』の1年前、主人公が高校1年生の時を舞台とするアナザーストーリー的な作品。基本的な流れは変わらないが、新要素が追加され、2名の新ヒロインも追加された。なお、森薗姉妹と愛川涼音および『ポケットラブ2』の追加キャラは攻略対象として登場しないが、イベントに森薗姉妹と会う事がある。ネオジオポケットの時計機能によって時間帯によってはイベントに変化が起きる事がある。